# Sovodenj (Słowenia)
Sovodenj – wieś w Słowenii, w gminie Gorenja vas-Poljane. W 2018 roku liczyła 181 mieszkańców.